# Embuscade
Cet article concerne le terme militaire. Pour le film de 1950, voir Embuscade (film, 1950). Pour le film de 2021, voir Embuscade (film, 2021).

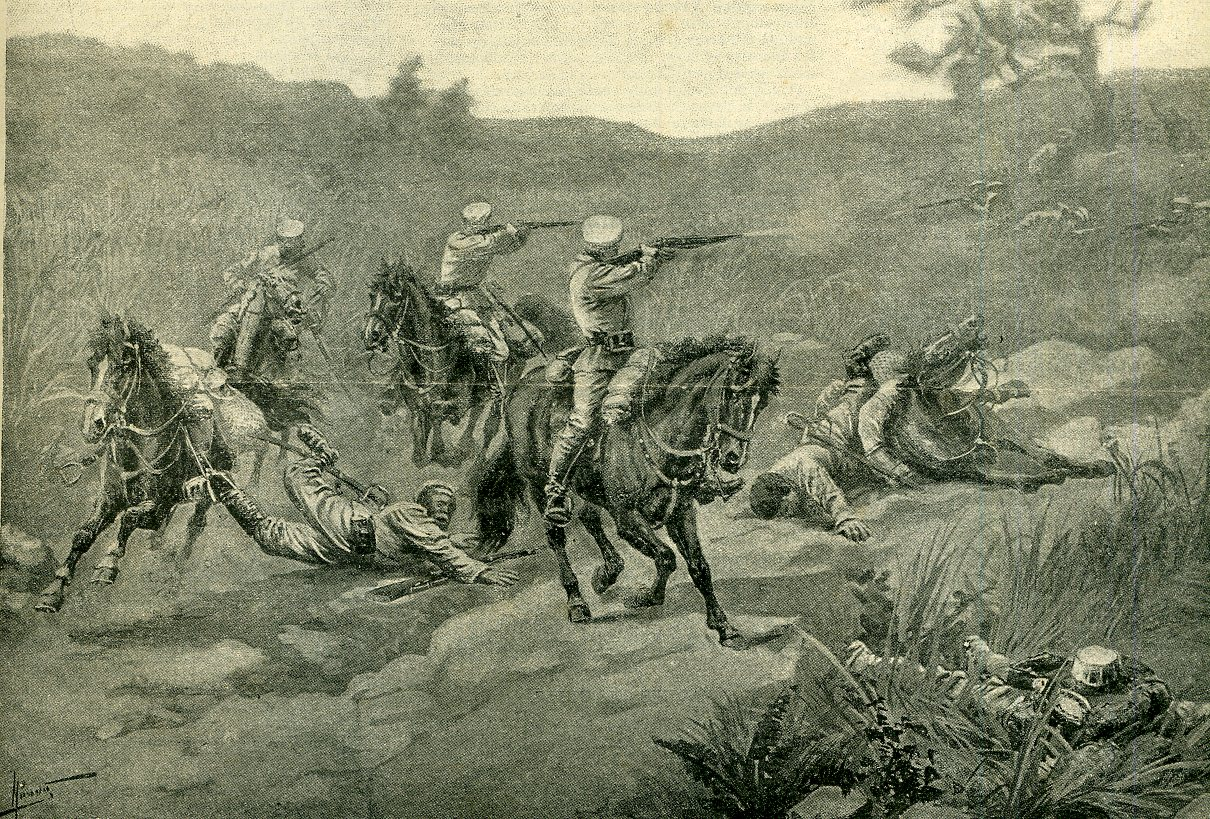
Une patrouille russe tombée dans une embuscade en Mandchourie (Guerre russo-japonaise, gravure de 1904).

L’embuscade est une tactique militaire dans laquelle des belligérants se dissimulent pour attaquer les forces ennemies par surprise lorsqu'il passe devant leur position.

## Tactique
Les embusqués choisissent une position cachée, comme généralement cachée par une végétation dense ou des habitations.
Cette tactique est généralement employée pour recueillir des informations, pour établir le contrôle d'un secteur ou pour intercepter des convois de ravitaillement.
La tactique de l'embuscade peut être utilisée en complément d'une ligne de défense : l'ennemi est forcé d'attaquer dans une zone où les défenses sont plus faibles, sans savoir où les défenseurs sont précisément installés. On parle alors d'une zone de mise à mort.
Le fait que l'ennemi est surpris par la présence de défenseur permet aux attaquants de frapper les convois ou les patrouilles ennemis tout en minimisant le risque d’être exposé à des tirs de riposte,.

## Histoire
L'utilisation de l’embuscade peut remonter à deux millions d’années, lorsque les anthropologues ont récemment suggéré que des techniques d’embuscade étaient utilisées pour chasser le gros gibier.
Les embuscades ont été employées uniformément à travers l'histoire, de l'Antiquité à la guerre moderne, souvent à petite échelle, mais des légions entières ont été détruites dans une embuscade lors de la bataille de Teutobourg. Un exemple d'embuscade de guerre moderne est l'embuscade d'Uzbin par des insurgés talibans contre des forces françaises de la FIAS en Afghanistan en 2008.[réf. nécessaire]

## Critiques
L'usage de l'embuscade par une force armée requiert une bonne connaissance du terrain et des forces ennemies, que ce soit la position de leur arrière-garde ou la connaissance de leur déplacement. Tenter d'effectuer une embuscade sans l'un ou l'autre de ces avantages augmente significativement le facteur de risque, l'effet de surprise n'assurant pas à tout coup une victoire en cas de très grande supériorité numérique de l'adversaire.
Autre point important, l'efficacité d'une embuscade dépend de la configuration du terrain. Une embuscade effectuée depuis les bords d'un petit ravin, par exemple, sera beaucoup plus difficile à contrer. La pose d'un obstacle sur une route empêchera la fuite des véhicules adverses. Une bonne connaissance du terrain permet ainsi de choisir le meilleur lieu pour lancer l'attaque et éventuellement d'orienter l'ennemi dans la direction que l'on souhaite par la pose d'obstacles et la destruction d'infrastructures (ponts, voie ferrée, etc.).

## Droit
En matière pénale, l’embuscade est un facteur aggravant lors d'un crime car elle prouve la préméditation (voir en France la Loi relative à la prévention de la délinquance du 5 mars 2007).